# Experimento de Avery-MacLeod-McCarty

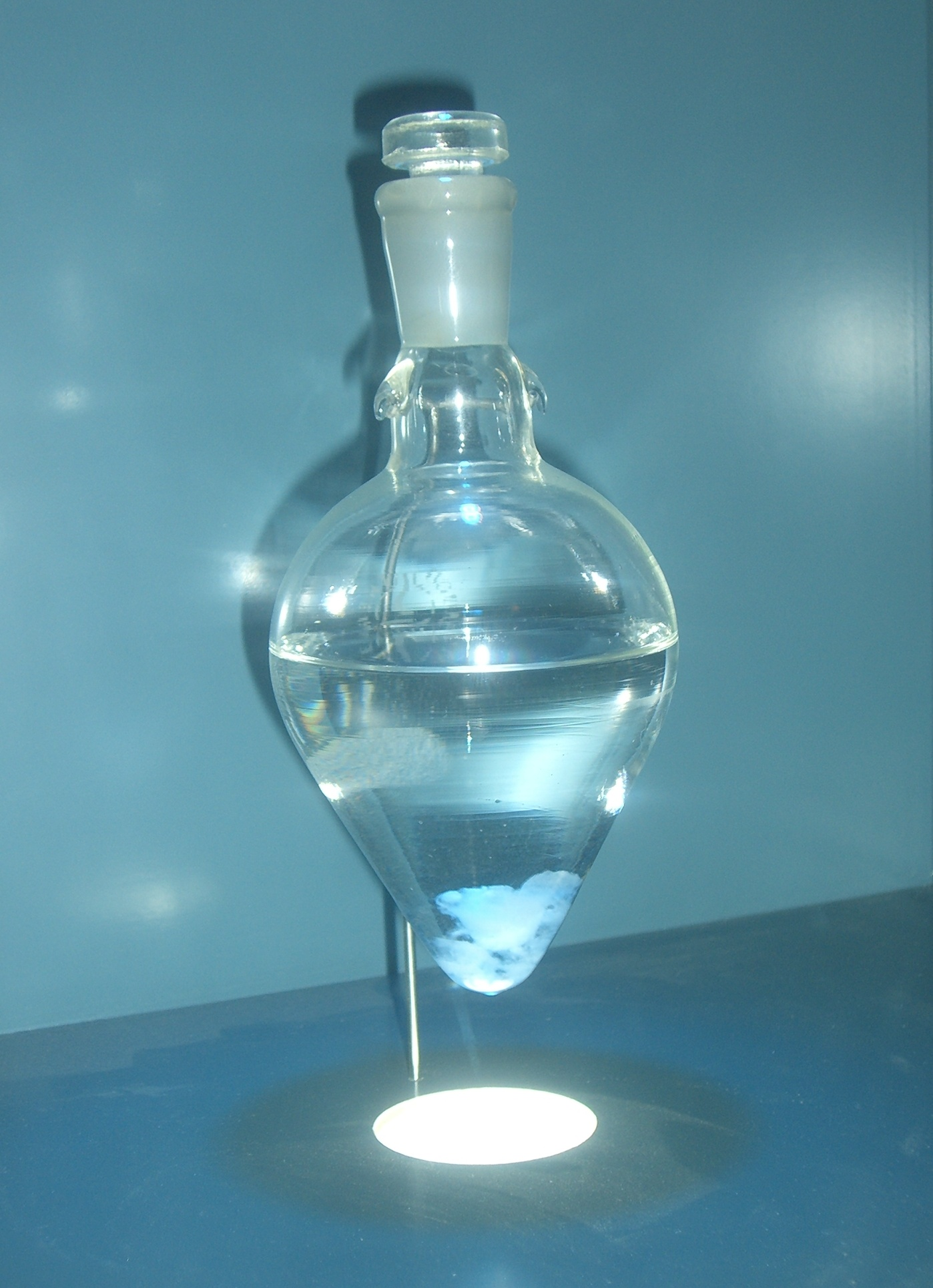
Hyder, Avery, MacLeod y McCarty utilizaron hebras de ADN purificado como ésta, precipitadas a partir de soluciones de componentes celulares, para realizar transformaciones bacterianas

El experimento de Avery-MacLeod-McCarty fue una demostración experimental, comunicada en 1944 por Oswald Avery, Colin MacLeod y Maclyn McCarty, de que el ADN es la sustancia que provoca la transformación bacteriana, en una época en la que se creía ampliamente que eran las proteínas las que cumplían la función de transportar la información genética (con la propia palabra proteína acuñada para indicar la creencia de que su función era primordial). Fue la culminación de las investigaciones llevadas a cabo en los años 30 y principios del siglo XX en el Instituto Rockefeller de Investigación Médica para purificar y caracterizar el "principio transformador" responsable del fenómeno de transformación descrito por primera vez en el experimento de Griffith de 1928: el Streptococcus pneumoniae muerto de la cepa virulenta de tipo III-S, cuando se inyectaba junto con neumococos vivos pero no virulentos de tipo II-R, daba lugar a una infección mortal de neumococos de tipo III-S. En su artículo "Studies on the Chemical Nature of the Substance Inducing Transformation of Pneumococcal Types: Induction of Transformation by a Desoxyribonucleic Acid Fraction Isolated from Pneumococcus Type III", publicado en el número de febrero de 1944 de la revista Journal of Experimental Medicine, Avery y sus colegas sugieren que el ADN, en lugar de las proteínas como se creía en aquella época, podría ser el material hereditario de las bacterias, y podría ser análogo a los genes y/o los virus de los organismos superiores.

Avery y sus colegas demostraron que el ADN era el componente clave del experimento de Griffith, en el que se inyecta a los ratones bacterias muertas de una cepa y bacterias vivas de otra, y desarrollan una infección del tipo de la cepa muerta.

Con el desarrollo de la tipificación serológica, los investigadores médicos pudieron clasificar las bacterias en diferentes cepas o tipos. Cuando se inocula a una persona o a un animal de prueba (por ejemplo, un ratón) un tipo concreto, se produce una respuesta inmunitaria que genera anticuerpos que reaccionan específicamente con los antígenos de la bacteria. El suero sanguíneo que contiene los anticuerpos puede entonces extraerse y aplicarse a bacterias cultivadas. Los anticuerpos reaccionarán con otras bacterias del mismo tipo que la inoculación original. Fred Neufeld, un bacteriólogo alemán, descubrió los tipos de neumococo y la tipificación serológica; hasta los estudios de Frederick Griffith, los bacteriólogos creían que los tipos eran fijos e inalterables de una generación a otra.
El experimento de Griffith, comunicado en 1928, identificó que algún "principio transformador" de las bacterias neumocócicas podía transformarlas de un tipo a otro. Griffith, médico británico, había pasado años aplicando la tipificación serológica a los casos de neumonía, una enfermedad frecuentemente mortal a principios del siglo XX. Descubrió que a lo largo de un caso clínico de neumonía solían estar presentes múltiples tipos -algunos virulentos y otros no- y pensó que un tipo podría transformarse en otro (en lugar de que simplemente estuvieran presentes múltiples tipos todo el tiempo). Al comprobar esa posibilidad, descubrió que la transformación podía producirse cuando se inyectaban en ratones bacterias muertas de un tipo virulento y bacterias vivas de un tipo no virulento: los ratones desarrollaban una infección mortal (normalmente sólo causada por bacterias vivas del tipo virulento) y morían, y las bacterias virulentas podían aislarse de esos ratones infectados.
Los hallazgos del experimento de Griffith fueron pronto confirmados, primero por Fred Neufeld en el Instituto Koch y por Martin Henry Dawson en el Instituto Rockefeller. Una serie de investigadores del Instituto Rockefeller siguió estudiando la transformación en los años siguientes. Con Richard H.P. Sia, Dawson desarrolló un método de transformación de bacterias in vitro (en lugar de in vivo, como había hecho Griffith). Tras la marcha de Dawson en 1930, James Alloway retomó el intento de ampliar los hallazgos de Griffith, lo que dio lugar a la extracción de soluciones acuosas del principio transformante en 1933. Colin MacLeod trabajó en la purificación de dichas soluciones de 1934 a 1937, y el trabajo fue continuado en 1940 y completado por Maclyn McCarty.

## Trabajo experimental
El neumococo se caracteriza por tener colonias lisas con una cápsula de polisacáridos que induce la formación de anticuerpos; los diferentes tipos se clasifican según su especificidad inmunológica.
El procedimiento de purificación que llevó a cabo Avery consistió en matar primero las bacterias con calor y extraer los componentes solubles en sal. A continuación, se precipitó la proteína con cloroformo y se hidrolizaron las cápsulas de polisacáridos con una enzima. Se utilizó una precipitación inmunológica provocada por anticuerpos específicos del tipo para verificar la completa destrucción de las cápsulas. A continuación, se precipitó la parte activa mediante el fraccionamiento con alcohol, lo que dio lugar a hebras fibrosas que pudieron retirarse con una varilla de agitación.
El análisis químico demostró que las proporciones de carbono, hidrógeno, nitrógeno y fósforo en esta porción activa coincidían con la composición química del ADN. Para demostrar que era el ADN y no una pequeña cantidad de ARN, proteínas o algún otro componente celular el responsable de la transformación, Avery y sus colegas utilizaron una serie de pruebas bioquímicas. Comprobaron que la tripsina, la quimotripsina y la ribonucleasa (enzimas que descomponen las proteínas o el ARN) no lo afectaban, pero una preparación enzimática de "desoxirribonucleodepolimerasa" (una preparación cruda, obtenible de varias fuentes animales, que podía descomponer el ADN) destruía el poder transformador del extracto.
El trabajo de seguimiento en respuesta a las críticas y los desafíos incluyó la purificación y cristalización, por Moses Kunitz en 1948, de una despolimerasa de ADN (desoxirribonucleasa I), y un trabajo preciso de Rollin Hotchkiss que demostró que prácticamente todo el nitrógeno detectado en el ADN purificado procedía de la glicina, un producto de descomposición de la base nucleotídica adenina, y que la contaminación proteica no detectada era como máximo del 0,02% según la estimación de Hotchkis.

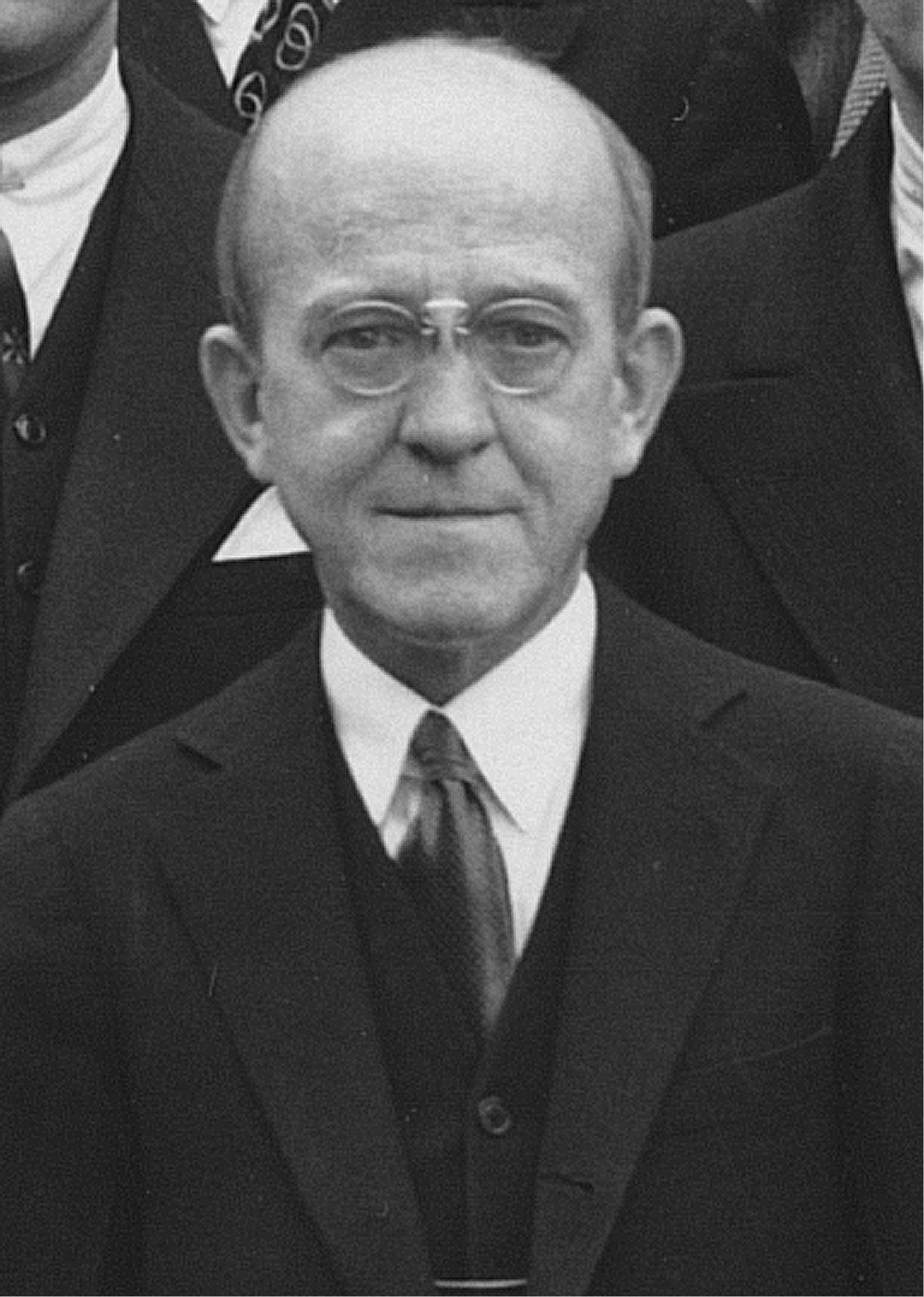
Oswald Avery

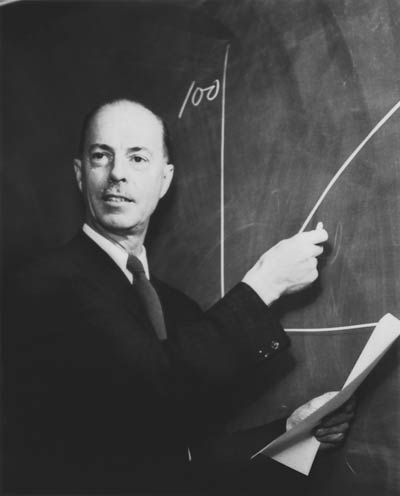
Colin MacLeod

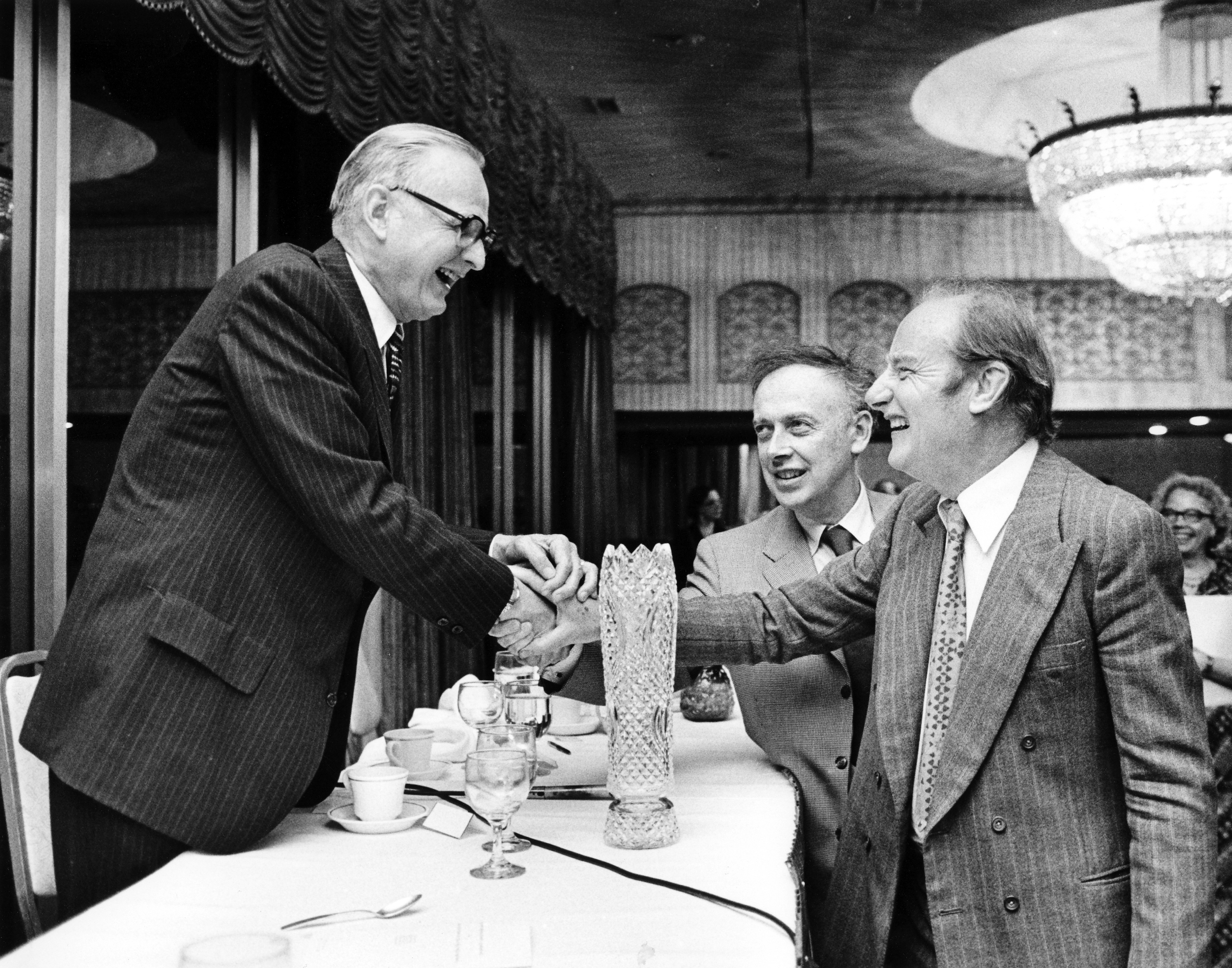
Maclyn McCarty (con Watson y Crick)

Los hallazgos experimentales del experimento de Avery-MacLeod-McCarty se confirmaron rápidamente y se extendieron a otras características hereditarias además de las cápsulas de polisacáridos. Sin embargo, hubo muchas reticencias a aceptar la conclusión de que el ADN era el material genético. Según la influyente "hipótesis de los tetranucleótidos" de Phoebus Levene, el ADN estaba formado por unidades repetidas de las cuatro bases nucleotídicas y tenía poca especificidad biológica. Por lo tanto, se pensaba que el ADN era el componente estructural de los cromosomas, mientras que los genes estaban formados probablemente por el componente proteico de los cromosomas. Esta línea de pensamiento se vio reforzada por la cristalización en 1935 del virus del mosaico del tabaco por parte de Wendell Stanley, y por los paralelismos entre los virus, los genes y las enzimas; muchos biólogos pensaron que los genes podrían ser una especie de "superenzima", y los virus demostraron, según Stanley, ser proteínas y compartir la propiedad de autocatálisis con muchas enzimas. Además, pocos biólogos pensaban que la genética podía aplicarse a las bacterias, ya que carecían de cromosomas y de reproducción sexual. En particular, muchos de los genetistas conocidos informalmente como el grupo de los fagos, que llegaría a ser influyente en la nueva disciplina de la biología molecular en la década de 1950, despreciaban el ADN como material genético (y se inclinaban por evitar los enfoques bioquímicos "desordenados" de Avery y sus colegas). Algunos biólogos, entre los que se encontraba Alfred Mirsky, miembro del Instituto Rockefeller, cuestionaron la conclusión de Avery de que el principio transformador era el ADN puro, sugiriendo que los responsables eran los contaminantes proteicos. Aunque la transformación se producía en algunos tipos de bacterias, no podía replicarse en otras bacterias (ni en ningún organismo superior), y su importancia parecía limitarse principalmente a la medicina.
Los científicos que analizan el experimento de Avery-MacLeod-McCarty no se ponen de acuerdo sobre la influencia que tuvo en los años cuarenta y principios de los cincuenta. Gunther Stent sugirió que se ignoró en gran medida y sólo se celebró a posteriori, al igual que el trabajo de Gregor Mendel décadas antes del surgimiento de la genética. Otros, como Joshua Lederberg y Leslie C. Dunn, dan fe de su temprana importancia y citan el experimento como el inicio de la genética molecular.
Antes de 1944, algunos microbiólogos y genetistas se habían interesado por la naturaleza física y química de los genes, pero el experimento de Avery-MacLeod-McCarty suscitó un interés renovado y más amplio por el tema. Aunque la publicación original no mencionaba específicamente la genética, tanto Avery como muchos de los genetistas que leyeron el artículo eran conscientes de las implicaciones genéticas: que Avery podría haber aislado el propio gen como ADN puro. El bioquímico Erwin Chargaff, el genetista H. J. Muller y otros elogiaron el resultado porque establecía la especificidad biológica del ADN y tenía importantes implicaciones para la genética si el ADN desempeñaba un papel similar en los organismos superiores. En 1945, la Royal Society concedió a Avery la medalla Copley, en parte por su trabajo sobre la transformación bacteriana.
Entre 1944 y 1954, el artículo fue citado al menos 239 veces (con citas repartidas uniformemente a lo largo de esos años), sobre todo en artículos sobre microbiología, inmunoquímica y bioquímica. Además del trabajo de seguimiento realizado por McCarty y otros en el Instituto Rockefeller en respuesta a las críticas de Mirsky, el experimento estimuló un trabajo considerable en microbiología, donde arrojó nueva luz sobre las analogías entre la herencia bacteriana y la genética de los organismos de reproducción sexual. El microbiólogo francés André Boivin afirmó que los resultados de la transformación bacteriana de Avery se extendían a la Escherichia coli, aunque esto no pudo ser confirmado por otros investigadores. Sin embargo, en 1946, Joshua Lederberg y Edward Tatum demostraron la conjugación bacteriana en E. coli y demostraron que la genética podía aplicarse a las bacterias, aunque el método específico de transformación de Avery no fuera general. El trabajo de Avery también motivó a Maurice Wilkins a continuar con los estudios cristalográficos de rayos X del ADN, incluso cuando se enfrentó a la presión de los financiadores para centrar su investigación en células enteras, en lugar de biomoléculas.
A pesar del importante número de citas del artículo y de las respuestas positivas que recibió en los años siguientes a su publicación, el trabajo de Avery fue ignorado por gran parte de la comunidad científica. Aunque fue recibido positivamente por muchos científicos, el experimento no afectó seriamente a la corriente principal de la investigación genética, en parte porque no supuso una gran diferencia para los experimentos de genética clásica en los que los genes se definían por su comportamiento en los experimentos de cría y no por su composición química. H. J. Muller, aunque estaba interesado, se centraba más en los estudios físicos que en los químicos del gen, al igual que la mayoría de los miembros del grupo de los fagos. El trabajo de Avery también fue descuidado por la Fundación Nobel, que más tarde expresó su arrepentimiento público por no haber concedido a Avery el Premio Nobel.
En la época del experimento Hershey-Chase de 1952, los genetistas se inclinaban más por considerar el ADN como material genético, y Alfred Hershey era un miembro influyente del grupo de los fagos. Erwin Chargaff había demostrado que la composición de bases del ADN varía según la especie (en contra de la hipótesis de los tetranucleótidos), y en 1952 Rollin Hotchkiss publicó sus pruebas experimentales que confirmaban el trabajo de Chargaff y demostraban la ausencia de proteínas en el principio transformante de Avery. Además, el campo de la genética bacteriana se estaba estableciendo rápidamente y los biólogos se inclinaban más por pensar en la herencia en los mismos términos para las bacterias y los organismos superiores. Después de que Hershey y Chase utilizaran isótopos radiactivos para demostrar que era principalmente el ADN, y no las proteínas, lo que entraba en las bacterias tras la infección con el bacteriófago, pronto se aceptó ampliamente que el ADN era el material. A pesar de que los resultados experimentales eran mucho menos precisos (encontraron una cantidad no significativa de proteínas que entraban en las células, además de ADN), el experimento de Hershey-Chase no fue objeto del mismo grado de oposición. Su influencia se vio impulsada por la creciente red del grupo de los fagos y, al año siguiente, por la publicidad que rodeó a la estructura del ADN propuesta por Watson y Crick (Watson también era miembro del grupo de los fagos). Sin embargo, sólo en retrospectiva, ninguno de los dos experimentos demostró definitivamente que el ADN es el material genético.

## Otras lecturas
- Lederberg J (February 1994). «The transformation of genetics by DNA: an anniversary celebration of Avery, MacLeod and McCarty (1944)». Genetics 136 (2): 423-6. PMC 1205797. PMID 8150273.
- McCarty, Maclyn (1986). The transforming principle: discovering that genes are made of DNA. New York: Norton. ISBN 978-0-393-30450-3.
- Stegenga, Jacob (2011). «The chemical characterization of the gene: vicissitudes of evidential assessment». History and Philosophy of the Life Sciences 33 (1): 105-127. PMID 21789957.